# Анонімні гравці
Анонімні Гравці або GA (англ. Gamblers Anonymous) — товариство людей, які діляться одне з одним досвідом, щоб допомогти іншим позбутися лудоманії.
Єдина умова для членства в АГ — бажання кинути грати в азартні ігри. Члени не платять ні вступних, ні членських внесків.

## Механізм роботи груп
Головною метою проведення зборів є відмова від участі в азартних іграх та допомога іншим у розв'язання цієї проблеми. Регулярне відвідування зборів має допомогти уникати азартних ігор. Спілкуючись на зборах, учасники діляться досвідом. У роботі груп використовується програма «12 кроків», адаптована під гравців.

## Фінансування
Фінансування груп засновано на добровільних пожертвах учасників, щоб оплачувати приміщення, купувати літературу та чай, каву, десерти й покривати інші витрати. Ця децентралізована схема надає групам автономність і незалежність, сприяючи стійкості механізму груп.
В АГ є традиція, що рекомендує відмовлятися від сторонньої допомоги й існувати на добровільні пожертви членів. Розмір пожертв член групи визначає для самостійно і вона не є обов'язковою.

## Історія створення
Спільнота анонімних гравців виникла з випадкової зустрічі двох чоловіків в січні 1957 року. Вони мали проблеми, викликані азартними іграми. Знайшовши спільну мову, вони почали регулярно зустрічатися, згодом поборовши пристрасть до азартних ігор.
Колишні гравці прийшли до висновку, що для того, щоб не зірватися, їм необхідно змінити деякі риси характеру. Щоб підтримувати відмову від ігор, вони почали залучати до товариства інших азартних гравців.
Завдяки зусиллям одного популярного журналіста й телекоментатора, ця ініцатива стала відомою, врешті, 13 вересня 1957 року в Лос-Анджелесі відбулися перші збори групи Анонімних гравців. З цього часу товариство постійно збільшується, а його групи працюють по всьому світу. До 2005 року таких груп діяло понад 1000.